# 阿都拉曼·阿都哈密
丹斯里阿都拉曼（1938年11月11日—2022年6月2日），马来西亚武装部队第十一任总司令。

## 军人生涯
阿都拉曼于1957年从军，并在1993年3月4日受委为第11任武装部队总司令，接着于1994年1月31日退役。

## 逝世
2022年6月2日凌晨，阿都拉曼因肺部受细菌感染，在端姑米占军人医院（HTTM）逝世，享年83岁。国家元首苏丹阿都拉伉俪和首相依斯迈沙比里皆透过社交媒体发文悼念。

## 个人生活
他与罗西拉（Rosilah Ahmad）育有4名孩子。